# Ásfendos
Ásfendos (en griego, Άσφενδος) es un pueblo de Grecia ubicado en la isla de Creta. Pertenece a la unidad periférica de La Canea y al municipio de Sfakiá. En el año 2011 estaba deshabitado.

## Cueva con petroglifos
Al sureste de este pueblo se encuentra la denominada cueva de Ásfendos. Sus dimensiones son de 8,50 m de largo, 3,50 m de ancho y 2,50 m de altura máxima. En la década de 1960 se encontraron en ella petroglifos. Algunos de ellos son figurativos y representan animales, un barco, armas de caza y un árbol, entre otras figuras. Otros petroglifos son representaciones abstractas. 
Desde su descubrimiento ha habido disparidad de opiniones entre los especialistas sobre la fecha de las pinturas, puesto que mientras algunos las han datado en el Mesolítico, o quizá antes, otros las han situado en la Edad del Bronce— la época de la civilización minoica—, otros en el periodo geométrico y otros incluso han dudado acerca de que las pinturas puedan considerarse arqueológicas. Por otra parte, una excavación de rescate en la cueva halló restos de cerámica de diferentes épocas, entre la que predominaba la perteneciente al periodo minoico temprano (hacia 3000-2300 a. C.) Además, en un estudio realizado por Thomas Strasser y otros colaboradores que ha sido publicado en 2018 se ha identificado uno de los ciervos representados como un candiacervus, que se extinguió, según se cree, hace unos 21 500 años. Por tanto, según este estudio, es muy probable que al menos parte de los petroglifos pertenezcan al paleolítico superior, lo que los convertiría en el arte figurativo más antiguo de Grecia.